# Indien ved sommer-OL 2012
Indien deltog ved Sommer-OL 2012 i London som blev arrangeret i perioden 27. juli til 12. august 2012.

## Medaljer
| 2012 London | Guld | Sølv | Bronze | Total |
| Indien      | 0    | 2    | 4      | 6     |

### Medaljevinderne
| India under OL 2012 i London | India under OL 2012 i London | India under OL 2012 i London | India under OL 2012 i London | India under OL 2012 i London |
| Medaljer                     | Atlet                        | Sport                        | Øvelse                       | Resultat                     |
| ---------------------------- | ---------------------------- | ---------------------------- | ---------------------------- | ---------------------------- |
| Sølv                         | Sushil Kumar                 | Brydning                     | Fri stil 66 kg mænd          |                              |
| Sølv                         | Vijay Kumar                  | Skydning                     | 25 m silhuettpistol mænd     |                              |
| Bronze                       | Yogeshwar Dutt               | Brydning                     | Fri stil 60 kg mænd          |                              |
| Bronze                       | Mary Kom                     | Boksing                      | Fluevægt kvinder             |                              |
| Bronze                       | Gagan Narang                 | Skydning                     | 10 m luftriffel mænd         |                              |
| Bronze                       | Saina Nehwal                 | Badminton                    | Single, damer                |                              |